# Ramificación monopodial

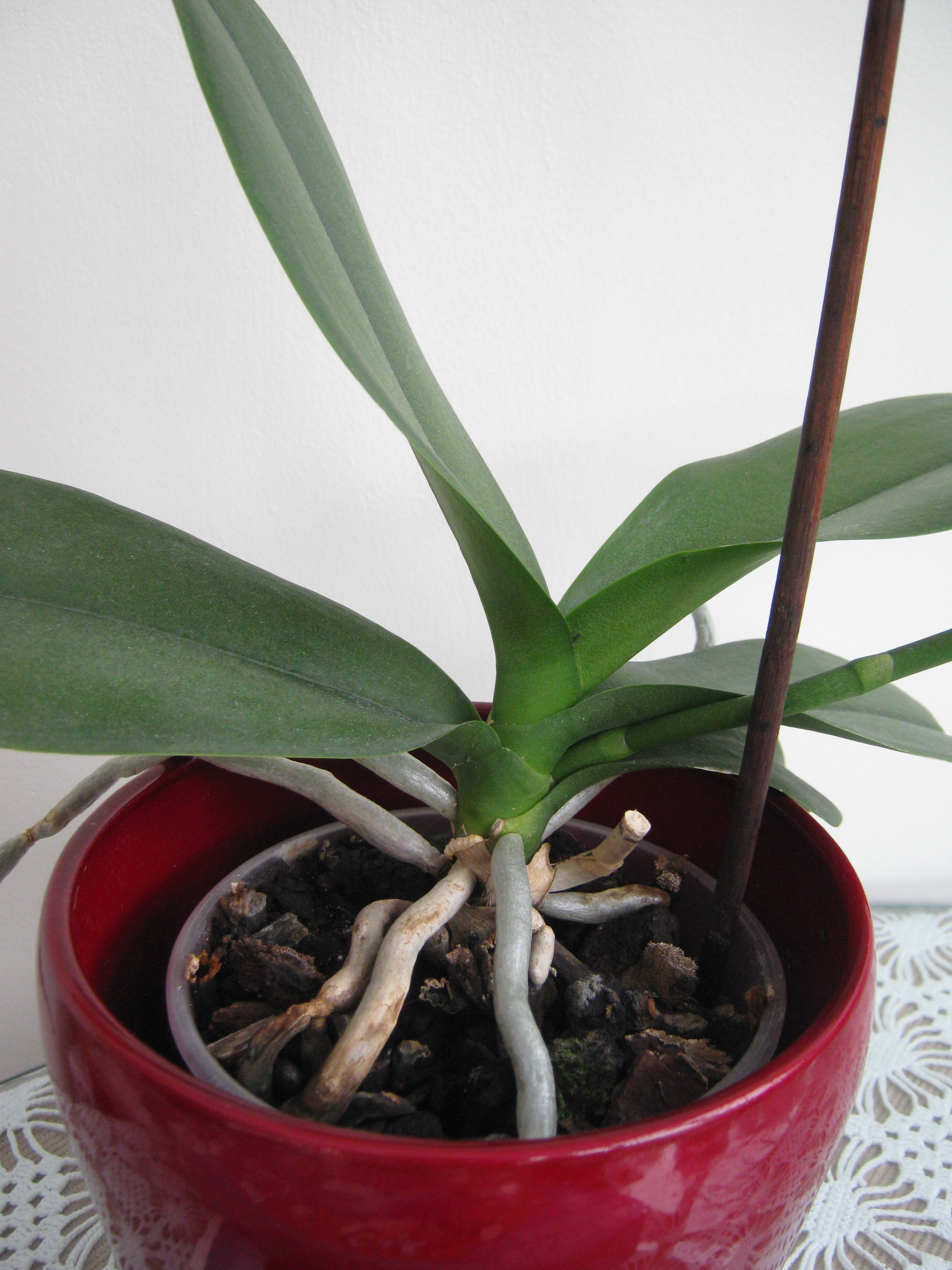
Planta joven de Phalaenopsis que muestra un estilo de crecimiento monopodial.

Crecimiento o  ramificación monopodial o monopódica (del griego μόνος, mónos, «uno» y πούς, poús, «pie»; «de un sólo pie») es aquella que se compone de un eje principal en cuya zona apical perdura el crecimiento vegetativo y a cuyos lados crecen ramas secundarias. Es el tipo de crecimiento de las coníferas, entre otras plantas. La inflorescencia del tipo racimo no es sino un monopodio.
Se llama monopodiales a las orquídeas que crecen a partir de un solo punto. Van añadiendo cada año hojas en el apéndice y el tallo se va desarrollando en proporción. Las flores nacen generalmente del tallo que sale entre las hojas. Muchas orquídeas de este grupo producen numerosas raíces aéreas que frecuentemente cuelgan formando largas madejas y poseen clorofila verde bajo la cubierta gris de la raíz, lo que le otorga propiedades de órgano capaz de realizar la fotosíntesis. Estas plantas no poseen ni rizoma ni pseudobulbos; por esta razón las especies adaptadas a periodos de sequía, poseen en su lugar hojas carnosas suculentas.
Sin embargo, en algunas especies monopodiales el tallo (rizoma) se puede ahorquillar en dos; esto, empero, no es necesario para continuar su desarrollo, como sucede en las orquídeas de desarrollo simpodial.